# Konklave 1559

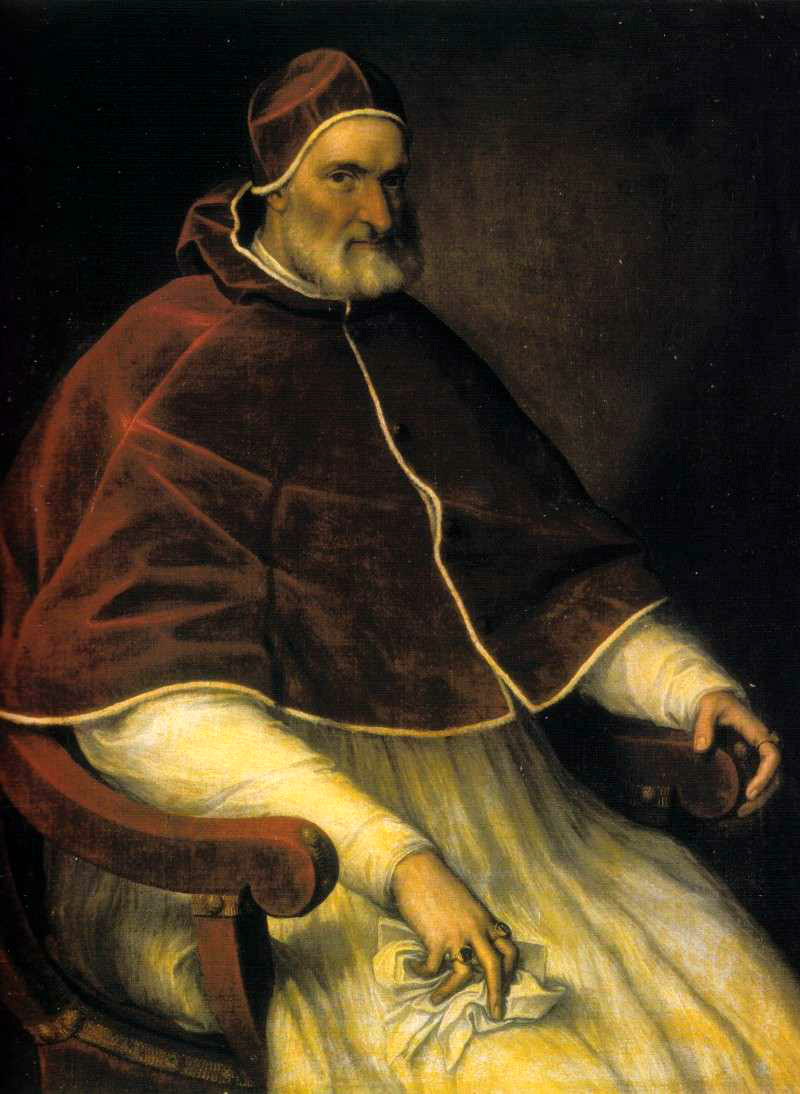
Pius IV.

Wappen von Papst Pius IV., moderne Nachzeichnung

Das Konklave von 1559 war die Wahlversammlung der Kardinäle nach dem Tod von Papst Paul IV. und dauerte vom 5. September bis zum 25. Dezember 1559. Es war mit 111 Tagen das längste Konklave des 16. Jahrhunderts. Es fand in der Cappella Paolina im Apostolischen Palast in der Vatikanstadt statt.

## Papstwahl
Seine Wahl fiel auf Giovanni Angelo Medici (1499–1565), der sich Papst Pius IV. nannte.

## Kardinalskollegium
Zum Zeitpunkt des Wahlkonklaves gehörten dem Kardinalskollegium 55 Kardinäle an, von denen 47 an der Eröffnung des Konklaves teilnahmen. Girolamo Recanati Capodiferro verstarb während des Konklave; zwei mussten das Konklave aus gesundheitlichen Gründen verlassen.
- Kardinaldekan: Jean du Bellay
- Kardinalsubdekan: François de Tournon Reg.Can
- Camerlengo: Guido Ascanio Sforza di Santa Fiora
- Kardinalprotopriester: Robert II. de Lénoncourt
- Kardinalprotodiakon: Alessandro Farnese (Kardinal)

## Teilnehmende Kardinäle
- Jean du Bellay
- François de Tournon
- Rodolfo Pio da Carpi
- Francesco Pisani
- Federico Cesi
- Pedro Pacheco de Villena
- Robert II. de Lénoncourt
- Ercole Gonzaga
- Niccolò Caetani di Sermoneta
- Giovanni Morone
- Cristoforo Madruzzo
- Bartolomé de la Cueva y Toledo
- Georges d’Armagnac
- Otto Truchseß von Waldburg
- Tiberio Crispo
- Giovanni Angelo Medici
- Cristoforo Guidalotti Ciocchi del Monte
- Fulvio Giulio della Corgna O.S.Io.Hieros.
- Giovanni Michele Saraceni
- Giovanni Ricci
- Giovanni Andrea Mercurio
- Giacomo Puteo
- Giovanni Battista Cicala
- Bernardino Scotti Theat.
- Diomede Carafa
- Scipione Rebiba
- Jean Suau
- Gianantonio Capizucchi
- Taddeo Gaddi
- Lorenzo Strozzi
- Jean Bertrand
- Antonio Michele Ghislieri OP
- Clemente d’Olera OFM
- Alessandro Farnese
- Guido Ascanio Sforza
- Ippolito II. d’Este
- Giacomo Savelli
- Girolamo Recanati Capodiferro
- Ranuccio Farnese
- Giulio della Rovere
- Innocenzo del Monte
- Luigi Cornaro
- Louis I. de Lorraine-Guise
- Girolamo Simoncelli
- Carlo Carafa
- Alfonso Carafa
- Vitellozzo Vitelli

## Abwesende Kardinäle
- Claude de Longwy de Givry
- Odet de Coligny
- Antoine Sanguin de Meudon
- Francisco Mendoza de Bobadilla
- Heinrich I. (Portugal)
- Charles de Lorraine-Guise
- Charles II. de Bourbon-Vendôme
- Girolamo Dandini (1509–1559)

## Schriften
- Theodor Muller: Das Konklave Pius’ IV, 1559, Kessinger Pub 2010, ISBN 1-160-36741-8